# عملية برلين (المحيط الأطلسي)
```
عملية برلين
 غارة تجارية ناجحة قامت بها 
البوارج
 الألمانية 
شارنهورست
 
و
غيسيناو
 بين يناير ومارس 1941. وكان القائد الأعلى للعمليات هو الأدميرال 
جونتر لوتينز
، الذي قاد فيما بعد الرحلة البحرية المشهورة للبارجة 
بسمارك
 
و
برينز يوجين
. 
```

أجهضت السفينتان العملية في ديسمبر 1940 ، ولكنها أبحرت أخيرًا من كيل في 22 يناير 1941. تم رصدهم وهم في طريقهم عبر الحزام الكبير وتم إبلاغ الأميرالية البريطانية. أبحر الأدميرال السير جون توفي بقوة قوية مؤلفة من ثلاث سفن حربية وثمانية طرادات و 11 مدمرة)، على أمل اعتراض السفن الألمانية في ممر أيسلندا - جزر فارو . بدلاً من ذلك، أخذ لوتينز أسطوله عبر مضيق الدنمارك إلى المحيط الأطلسي، حيث تم وضعهم لاعتراض القوافل بين كندا وبريطانيا. 
تم اعتراض القافلة HX 106، ولكن تم إحباط الهجوم عندما تم اكتشف البارجة أتش أم أس Ramillies. أوامر لوتينز تجنّبا لاشتباك مع سفينة اعدو الرئيسية. فشل البريطانيون في تحديد دقيق لهوية البوارج الألمانية. 
بعد إعادة التزود بالوقود، فقدت السفن الألمانية القافلة HX 111، ولكنها وجدث قافلة فارغة تعود إلى الولايات المتحدة بعد 12 ساعة، غرقت خمس سفن ولكن تم الإبلاغ عن الهجوم. انتقل السرب جنوبًا إلى جزر الأزور لاعتراض طريق القافلة بين غرب إفريقيا وبريطانيا. 
شوهدت قافلة ولكنها لم تتعرض للهجوم بسبب وجود سفينة حربية أتش أم أس Malaya. وبدلاً من ذلك، قامت كلا من البارجة شارنهورست وغيسيناو بتضليلها، حيث قامت بتوجيه هجمات غواصات يو. 
انتقلت السفينتين إلى غرب المحيط الأطلسي، وأغرقت سفينة الشحن en route التي كانت تبحر وحيدة. هوجمت قافلتان غير مرافقة بسفن حماية وأغرقت 16 سفينة أو تم الاستيلاء عليها. إحدى هذه السفن - تشيلي ريفر - تسببت في مشاكل. أطلقت الدخان وبعثت موجة راديو عن موقعها، فاطلقت غيسيناو النار من مدافعها الصغيرة المثبتة على سطحها. انسحب لوتنز، غير متأكدا من قدرات سفينة الشحن، ودمرها من مسافة آمنة. خلال هذا الإجراء ظهرت السفينة أتش أم أس رودني، ربما استجابة لموجات الراديو. موهت السفن الألمانية طريقها متجهتا إلى بر الأمان بينما التقطت رودني الناجين. تم إصدار أوامر لسفن الألمانية بالعودة إلى بريست. ووصلو في 22 مارس إلى الميناء.  
في المجموع، أبحرت السفن ما يقرب من 18,000 ميل (16,000 nmi؛ 29,000 كـم) في 60 يومًا ودمرت أو استولت على 22 سفينة. 

## روابط خارجية
- شارنهورست: التاريخ: عملية برلين